# While the Tide Was Rising
While the Tide Was Rising è un cortometraggio muto del 1914 scritto e diretto da Ben F. Wilson.

## Produzione
Il film fu prodotto dalla Edison Company.

## Distribuzione
Distribuito dalla General Film Company, il film - un cortometraggio in una bobina - uscì nelle sale cinematografiche degli Stati Uniti il 15 agosto 1914.